# III. Eudamidasz spártai király
III. Eudamidasz vagy Eurüdamidasz (görög betűkkel Εὐρυδαμίδας), (? – Kr. e. 228) eurüpóntida spártai király volt, uralkodása Kr. e. 241 – Kr. e. 228 közé tehető.
Édesapja IV. Agisz spártai király volt. Megözvegyült édesanyját, a szépségéről illetve gazdagságáról nevezetes Agiatiszt, II. Leónidasz arra kényszerítette, hogy az ő fiához, a későbbi III. Kleomenészhez menjen nőül. Kleomenész később valószínűleg Agiatisz hatására lett a főként békés reformok híve, és IV. Agisz mozgalmának megújítója.
A Pauszaniasz-nál fennmaradt történeti hagyomány alapján III. Eudamidaszt , akinek a hatalom tényleges gyakorlására szinte semmi hatalma nem volt, (III.) Kleomenész ölette meg, Kr. e. 228 körül.
| Előző uralkodó: IV. Agisz | Spárta eurüpóntida királya Kr. e. 241 – Kr. e. 228 | Következő uralkodó: V. Arkhidamosz |